# South Bloomfield, Ohio
South Bloomfield là một làng thuộc quận Pickaway, tiểu bang Ohio, Hoa Kỳ. Năm 2010, dân số của làng này là 1744 người.

## Dân số
- Dân số năm 2000: 1179 người.
- Dân số năm 2010: 1744 người.